# Puchar Króla (2017/2018)
Puchar Króla 2017/2018 – 114. edycja Pucharu Króla. Rozgrywki rozpoczęły się 30 sierpnia 2017 i zakończyły się finałem rozgrywanym 21 kwietnia 2018 na Wanda Metropolitano w Madrycie. W finale spotkały się FC Barcelona i Sevilla FC. FC Barcelona obroniła tytuł z poprzedniego sezonu.

## Zakwalifikowane drużyny
Poniższe drużyny zakwalifikowały się do udziału w Copa del Rey 2017/2018:
20 drużyn z Primera División (2016/2017):
| - Athletic Bilbao - Atlético Madryt - FC Barcelona - Celta Vigo - Deportivo Alavés - Deportivo La Coruña - SD Eibar - RCD Espanyol - Granada CF - UD Las Palmas | - CD Leganés - Málaga CF - CA Osasuna - Real Betis - Real Madryt - Real Sociedad - Sevilla FC - Sporting Gijón - Valencia CF - Villarreal CF |

21 zespołów z Segunda División (2016/2017):
| - AD Alcorcón - UD Almería - Cádiz CF - Córdoba CF - Elche CF - Getafe CF - Gimnàstic Tarragona - Girona FC - SD Huesca - Levante UD - CD Lugo | - RCD Mallorca - CD Mirandés - CD Numancia - Rayo Vallecano - Real Oviedo - CF Reus Deportiu - CD Tenerife - UCAM Murcia - Real Valladolid - Real Saragossa |

24 zespoły z Segunda División B (2016/2017). Zespoły z pięciu najlepszych miejsc z czterech grup (oprócz drużyn rezerw) oraz pięć drużyn z największą liczbą punktów (nie wliczając drużyn rezerw):
| - Albacete Balompié - CD Alcoyano - Atlético Baleares - CF Badalona - FC Cartagena - Cultural Leonesa - Fuenlabrada - Hércules CF - Leioa - Lleida Esportiu - Lorca FC - Marbella | - Melilla - Mérida - Real Murcia - SD Ponferradina - Pontevedra - Racing Ferrol - Racing Santander - Real Unión - Rayo Majadahonda - CD Toledo - CF Villanovense - UD Logroñés |

18 drużyn z Tercera División (2016/17). Zwycięzcy każdej z osiemnastu grup (oprócz drużyn rezerw):
| - Antequera - Arcos - Real Avilés - Cacereño - Calahorra - Durango - Formentera - Gimnástica Segoviana - Gimnástica Torrelavega | - Lorca Deportiva - Olímpic - Olot - Peña Sport - Rápido de Bouzas - Talavera de la Reina - Tarazona - UD San Fernando - Unión Adarve |

## 1/16 finału
Pierwsze mecze rozgrywane były pomiędzy 24, a 26 października 2017 roku, natomiast rewanże pomiędzy 28, a 30 listopada 2017 roku.
| Drużyna 1                            | Wynik dwumeczu | Drużyna 2        | Pierwszy mecz | Drugi mecz |
| ------------------------------------ | -------------- | ---------------- | ------------- | ---------- |
| FC Cartagena                         | 0:7            | Sevilla FC       | 0:3           | 0:4        |
| Elche CF                             | 1:4            | Atlético Madryt  | 1:1           | 0:3        |
| Real Murcia                          | 0:8            | FC Barcelona     | 0:3           | 0:5        |
| Fuenlabrada                          | 2:4            | Real Madryt      | 0:2           | 2:2        |
| Formentera                           | 2:1            | Athletic Bilbao  | 1:1           | 1:0        |
| Lleida Esportiu                      | 3:3 (br. wyj.) | Real Sociedad    | 0:1           | 3:2        |
| SD Ponferradina                      | 1:3            | Villarreal CF    | 1:0           | 0:3        |
| Real Saragossa                       | 1:6            | Valencia CF      | 0:2           | 1:4        |
| CD Numancia                          | 3:2            | Málaga CF        | 2:1           | 1:1        |
| Real Valladolid                      | 1:3            | CD Leganés       | 1:2           | 0:1        |
| Cádiz CF                             | 6:5            | Real Betis       | 1:2           | 5:3        |
| CD Tenerife                          | 2:3            | RCD Espanyol     | 0:0           | 2:3        |
| Getafe CF                            | 0:4            | Deportivo Alavés | 0:1           | 0:3        |
| Deportivo La Coruña                  | 4:6            | UD Las Palmas    | 1:4           | 3:2        |
| Girona FC                            | 1:3            | Levante UD       | 0:2           | 1:1        |
| SD Eibar                             | 1:3            | Celta Vigo       | 1:2           | 0:1        |
| Po lewej gospodarz pierwszego meczu. |                |                  |               |            |

## 1/8 finału
Pierwsze mecze rozgrywane były 3 i 4 stycznia 2018 roku, natomiast rewanże pomiędzy 9, a 11 stycznia 2018 roku.
| Drużyna 1                            | Wynik dwumeczu | Drużyna 2        | Pierwszy mecz | Drugi mecz |
| ------------------------------------ | -------------- | ---------------- | ------------- | ---------- |
| Formentera                           | 1:5            | Deportivo Alavés | 1:3           | 0:2        |
| Lleida Esportiu                      | 0:7            | Atlético Madryt  | 0:4           | 0:3        |
| CD Numancia                          | 2:5            | Real Madryt      | 0:3           | 2:2        |
| Celta Vigo                           | 1:6            | FC Barcelona     | 1:1           | 0:5        |
| Cádiz CF                             | 1:4            | Sevilla FC       | 0:2           | 1:2        |
| CD Leganés                           | 2:2 (br. wyj.) | Villarreal CF    | 1:0           | 1:2        |
| UD Las Palmas                        | 1:5            | Valencia CF      | 1:1           | 0:4        |
| RCD Espanyol                         | 3:2            | Levante UD       | 1:2           | 2:0        |
| Po lewej gospodarz pierwszego meczu. |                |                  |               |            |

### Pierwsze mecze
| 3 stycznia 2018 19:00 CET | Formentera · Rosa 57' | 1:3(0:1)Raport | Deportivo Alavés · 36', 65' Demirović · 81' Munir | Estadi Municipal de Sant Francesc, Sant Francesc Xavier Widzów: 1100 Sędzia: Alejandro Hernández Hernández |
|                           |                       |                |                                                   | |

| 3 stycznia 2018 19:00 CET | Lleida Esportiu | 0:4(0:2)Raport | Atlético Madryt · 33' Godín · 37' Torres · 69' Costa · 90+2' Griezmann | Camp d’Esports, Lleida Widzów: 12 532 Sędzia: Ricardo de Burgos Bengoetxea |
|                           |                 |                |                                                                        |                                                                            |

| 3 stycznia 2018 21:00 CET | Cádiz CF | 0:2(0:2)Raport | Sevilla FC · 9' Nolito · 23' Navas | Estadio Ramón de Carranza, Kadyks Widzów: 17 692 Sędzia: Antonio Mateu Lahoz |
|                           |          |                |                                    |                                                                              |

| 3 stycznia 2018 21:00 CET | UD Las Palmas · Calleri 36' | 1:1(1:0)Raport | Valencia CF · 85' Rodrigo | Estadio Gran Canaria, Las Palmas Widzów: 16 685 Sędzia: Alberto Undiano Mallenco |
|                           |                             |                |                           |                                                                                  |

| 4 stycznia 2018 19:00 CET | Celta Vigo · Sisto 31' | 1:1(1:1)Raport | FC Barcelona · 15' Arnáiz | Estadio Balaídos, Vigo Widzów: 21 338 Sędzia: Juan Martínez Munuera |
|                           |                        |                |                           |                                                                     |

| 4 stycznia 2018 19:00 CET | CD Leganés · Amrabat 49' | 1:0(0:0)Raport | Villarreal CF | Estadio Municipal de Butarque, Leganés Widzów: 9173 Sędzia: José Sánchez Martínez |
|                           |                          |                |               |                                                                                   |

| 4 stycznia 2018 21:00 CET | CD Numancia | 0:3(0:1)Raport | Real Madryt · 35' (k.) Bale · 89' (k.) Isco · 90+1' Mayoral | Nuevo Estadio Los Pajaritos, Soria Widzów: 8787 Sędzia: Xavier Estrada Fernández |
|                           |             |                |                                                             |                                                                                  |

| 4 stycznia 2018 21:00 CET | RCD Espanyol · Moreno 28' | 1:2(1:1)Raport | Levante UD · 38' (k.) Morales · 74' López | Estadi Cornellà-El Prat, Barcelona Widzów: 12 602 Sędzia: David Fernández Borbalán |
|                           |                           |                |                                           |                                                                                    |

### Rewanże
| 9 stycznia 2018 19:30 CET | Atlético Madryt · Carrasco 57' · Gameiro 74' · Vitolo 81' | 3:0(0:0)Raport | Lleida Esportiu | Wanda Metropolitano, Madryt Widzów: 28 033 Sędzia: Javier Alberola Rojas |
|                           |                                                           |                |                 |                                                                          |

| 9 stycznia 2018 21:30 CET | Valencia CF · Vietto 30', 48', 66' · Maksimović 54' | 4:0(1:0)Raport | UD Las Palmas | Estadio Mestalla, Walencja Widzów: 27 869 Sędzia: Carlos del Cerro Grande |
|                           |                                                     |                |               |                                                                           |

| 10 stycznia 2018 19:30 CET | Deportivo Alavés · Demirović 55' · Pedraza 90+1' | 2:0(0:0)Raport | Formentera | Estadio de Mendizorroza, Vitoria Widzów: 8467 Sędzia: Ignacio Iglesias Villanueva |
|                            |                                                  |                |            |                                                                                   |

| 10 stycznia 2018 19:30 CET | Villarreal CF · Raba 48' · Czeryszew 89' | 2:1(0:1)Raport | CD Leganés · 31' El Zhar | El Madrigal, Villarreal Widzów: 12 122 Sędzia: Alfonso Álvarez Izquierdo |
|                            |                                          |                |                          |                                                                          |

| 10 stycznia 2018 21:30 CET | Real Madryt · Vázquez 10', 59' | 2:2(1:1)Raport | CD Numancia · 45', 82' Guillermo | Estadio Santiago Bernabéu, Madryt Widzów: 37 553 Sędzia: José Munuera Montero |
|                            |                                |                |                                  |                                                                               |

| 11 stycznia 2018 19:30 CET | Sevilla FC · Ben Yedder 31' · Correa 54' | 2:1(1:0)Raport | Cádiz CF · 86' García | Estadio Ramón Sánchez Pizjuán, Sewilla Widzów: 23 510 Sędzia: Ricardo de Burgos Bengoetxea |
|                            |                                          |                |                       |                                                                                            |

| 11 stycznia 2018 19:30 CET | Levante UD | 0:2(0:2)Raport | RCD Espanyol · 14' Baptistão · 34' Moreno | Estadio Ciudad de Valencia, Walencja Widzów: 9978 Sędzia: Jesús Gil Manzano |
|                            |            |                |                                           |                                                                             |

| 11 stycznia 2018 21:30 CET | FC Barcelona · Messi 13', 15' · Alba 28' · L. Suárez 31' · Rakitić 87' | 5:0(4:0)Raport | Celta Vigo | Camp Nou, Barcelona Widzów: 59 009 Sędzia: Alejandro Hernández Hernández |
|                            |                                                                        |                |            |                                                                          |

## 1/4 finału
Pierwsze mecze rozgrywane były 17 i 18 stycznia 2018 roku, natomiast rewanże pomiędzy 23, a 25 stycznia 2018 roku.
| Drużyna 1                            | Wynik dwumeczu | Drużyna 2        | Pierwszy mecz | Drugi mecz  |
| ------------------------------------ | -------------- | ---------------- | ------------- | ----------- |
| Valencia CF                          | 3:3 (k. 3:2)   | Deportivo Alavés | 2:1           | 1:2 (dogr.) |
| Atlético Madryt                      | 2:5            | Sevilla FC       | 1:2           | 1:3         |
| RCD Espanyol                         | 1:2            | FC Barcelona     | 1:0           | 0:2         |
| CD Leganés                           | 2:2 (br. wyj.) | Real Madryt      | 0:1           | 2:1         |
| Po lewej gospodarz pierwszego meczu. |                |                  |               |             |

### Pierwsze mecze
| 17 stycznia 2018 19:00 CET | Valencia CF · Guedes 73' · Rodrigo 82' | 2:1(0:0)Raport | Deportivo Alavés · 66' Sobrino | Estadio Mestalla, Walencja Widzów: 31 338 Sędzia: José González González |
|                            |                                        |                |                                |                                                                          |

| 17 stycznia 2018 19:00 CET | Atlético Madryt · Costa 73' | 1:2(0:0)Raport | Sevilla FC · 80' Navas · 88' Correa | Wanda Metropolitano, Madryt Widzów: 51 643 Sędzia: Santiago Jaime Latre |
|                            |                             |                |                                     |                                                                         |

| 17 stycznia 2018 21:00 CET | RCD Espanyol · Melendo 88' | 1:0(0:0)Raport | FC Barcelona | Estadi Cornellà-El Prat, Barcelona Widzów: 23 323 Sędzia: Ricardo de Burgos Bengoetxea |
|                            |                            |                |              |                                                                                        |

| 18 stycznia 2018 21:30 CET | CD Leganés | 0:1(0:0)Raport | Real Madryt · 89' Asensio | Estadio Municipal de Butarque, Leganés Widzów: 11 327 Sędzia: José Sánchez Martínez |
|                            |            |                |                           |                                                                                     |

### Rewanże
| 23 stycznia 2018 21:30 CET | Sevilla FC · Escudero 1' · Banega 48' (k.) · Sarabia 79' | 3:1(1:1)Raport | Atlético Madryt · 13' Griezmann | Estadio Ramón Sánchez Pizjuán, Sewilla Widzów: 39 918 Sędzia: Juan Martínez Munuera |
|                            |                                                          |                |                                 |                                                                                     |

| 24 stycznia 2018 19:00 CET               | Deportivo Alavés · Munir 73' · Sobrino 86' | 2:1 (dogr.) k. 2:3(0:0)Raport     | Valencia CF · 77' Mina | Estadio de Mendizorroza, Vitoria Widzów: 19 127 Sędzia: Alfonso Álvarez Izquierdo |
|                                          |                                            |                                   |                        |                                                                                   |
|                                          |                                            | Rzuty karne                       |                        |                                                                                   |
| Pina · Pedraza · Pérez · Munir · Sobrino |                                            | Rodrigo · Mina · Kondogbia · Gayà |                        |                                                                                   |

| 24 stycznia 2018 21:30 CET | Real Madryt · Benzema 47' | 1:2(0:1)Raport | CD Leganés · 31' Eraso · 55' Appelt | Estadio Santiago Bernabéu, Madryt Widzów: 46 409 Sędzia: Jesús Gil Manzano |
|                            |                           |                |                                     |                                                                            |

| 25 stycznia 2018 21:30 CET | FC Barcelona · L. Suárez 9' · Messi 25' | 2:0(2:0)Raport | RCD Espanyol | Camp Nou, Barcelona Widzów: 79 774 Sędzia: Antonio Mateu Lahoz |
|                            |                                         |                |              |                                                                |

## 1/2 finału
Pierwsze mecze rozgrywane były 31 stycznia i 1 lutego 2018 roku, natomiast rewanże 7 i 8 lutego 2018 roku.
| Drużyna 1                            | Wynik dwumeczu | Drużyna 2   | Pierwszy mecz | Drugi mecz |
| ------------------------------------ | -------------- | ----------- | ------------- | ---------- |
| CD Leganés                           | 1:3            | Sevilla FC  | 1:1           | 0:2        |
| FC Barcelona                         | 3:0            | Valencia CF | 1:0           | 2:0        |
| Po lewej gospodarz pierwszego meczu. |                |             |               |            |

### Pierwsze mecze
| 31 stycznia 2018 21:30 CET | CD Leganés · Siowas 56' | 1:1(0:1)Raport | Sevilla FC · 21' Muriel | Estadio Municipal de Butarque, Leganés Widzów: 11 454 Sędzia: José González González |
|                            |                         |                |                         |                                                                                      |

| 1 lutego 2018 21:30 CET | FC Barcelona · L. Suárez 67' | 1:0(0:0)Raport | Valencia CF | Camp Nou, Barcelona Widzów: 50 959 Sędzia: José Sánchez Martínez |
|                         |                              |                |             |                                                                  |

### Rewanże
| 7 lutego 2018 21:30 CET | Sevilla FC · Correa 15' · Vázquez 89' | 2:0(1:0)Raport | CD Leganés | Estadio Ramón Sánchez Pizjuán Sewilla Widzów: 39 705 Sędzia: Xavier Estrada Fernández |
|                         |                                       |                |            |                                                                                       |

| 8 lutego 2018 21:30 CET | Valencia CF | 0:2(0:0)Raport | FC Barcelona · 49' Coutinho · 82' Rakitić | Estadio Mestalla, Walencja Widzów: 43 355 Sędzia: Alberto Undiano Mallenco |
|                         |             |                |                                           |                                                                            |

## Finał
| 21 kwietnia 2018 21:30 CET | Sevilla FC | 0:5(0:3)Raport | FC Barcelona · 14', 40' L. Suárez · 31' Messi · 52' Iniesta · 69' (k.) Coutinho | Wanda Metropolitano, Madryt Widzów: 67 500 Sędzia: Jesús Gil Manzano |
|                            |            |                |                                                                                 |                                                                      |

| Sevilla FC | Barcelona |

|                   | 13 | David Soria         |     |     |
|                   | 16 | Jesús Navas         |     |     |
|                   | 25 | Gabriel Mercado     | 34' |     |
|                   | 5  | Clément Lenglet     |     |     |
|                   | 18 | Sergio Escudero (c) | 38' |     |
|                   | 15 | Steven N’Zonzi      |     |     |
|                   | 10 | Éver Banega         |     |     |
|                   | 17 | Pablo Sarabia       |     | 82' |
|                   | 22 | Franco Vázquez      | 74' | 86' |
|                   | 11 | Joaquín Correa      |     | 46' |
|                   | 20 | Luis Muriel         |     |     |
| Zmiany:           |    |                     |     |     |
|                   | 1  | Sergio Rico         |     |     |
|                   | 3  | Miguel Layún        |     | 82' |
|                   | 6  | Daniel Carriço      |     |     |
|                   | 14 | Guido Pizarro       |     |     |
|                   | 9  | Wissam Ben Yedder   |     |     |
|                   | 23 | Sandro Ramírez      |     | 46' |
|                   | 24 | Nolito              |     | 86' |
| Trener:           |    |                     |     |     |
| Vincenzo Montella |    |                     |     |     |

|                  | 13 | Jasper Cillessen      |     |     |
|                  | 20 | Sergi Roberto         |     |     |
|                  | 3  | Gerard Piqué          |     |     |
|                  | 23 | Samuel Umtiti         |     |     |
|                  | 18 | Jordi Alba            |     |     |
|                  | 14 | Philippe Coutinho     |     | 82' |
|                  | 4  | Ivan Rakitić          |     |     |
|                  | 5  | Sergio Busquets       | 74' | 76' |
|                  | 8  | Andrés Iniesta (c)    | 67' | 88' |
|                  | 10 | Lionel Messi          |     |     |
|                  | 9  | Luis Suárez           |     |     |
| Zmiany:          |    |                       |     |     |
|                  | 1  | Marc-André ter Stegen |     |     |
|                  | 2  | Nélson Semedo         |     |     |
|                  | 25 | Thomas Vermaelen      |     |     |
|                  | 6  | Denis Suárez          |     | 88' |
|                  | 15 | Paulinho              |     | 76' |
|                  | 11 | Ousmane Dembélé       |     | 82' |
|                  | 17 | Paco Alcácer          |     |     |
| Trener:          |    |                       |     |     |
| Ernesto Valverde |    |                       |     |     |

| Puchar Króla 2017–18 Zwycięzcy |
| ------------------------------ |
| FC Barcelona 30. Tytuł         |

## Strzelcy
| Zawodnik          | Liczba goli | Drużyna          |
| ----------------- | ----------- | ---------------- |
| Víctor Curto      | 6           | Real Murcia      |
| Luis Suárez       | 5           | FC Barcelona     |
| Joaquín Correa    | 5           | Sevilla FC       |
| Lionel Messi      | 4           | FC Barcelona     |
| Munir El Haddadi  | 4           | Deportivo Alavés |
| José Arnáiz       | 3           | FC Barcelona     |
| David Barral      | 3           | Cádiz CF         |
| Ermedin Demirović | 3           | Deportivo Alavés |
| Gerard Moreno     | 3           | RCD Espanyol     |
| Kévin Gameiro     | 3           | Atlético Madryt  |
| Juan Carlos       | 3           | CD Tenerife      |
| Lolo Pla          | 3           | Elche CF         |
| Lucas Vázquez     | 3           | Real Madryt      |
| Borja Mayoral     | 3           | Real Madryt      |
| Santiago Mina     | 3           | Valencia CF      |
| Rodrigo Moreno    | 3           | Valencia CF      |
| Luciano Vietto    | 3           | Valencia CF      |